# Super Adventure Island
Super Adventure Island (高橋名人の大冒険島 Takahashi Meijin no Daibōken Jima?, "Takahashi Meijins stora äventyrsö") är ett sidscrollande plattformsspel från Hudson Soft, ursprungligen utvecklat till SNES 1992 och senare återutgivet till Wiis Virtual Console 2011.